# 吉安镇 (南充市)
吉安镇，是中华人民共和国四川省南充市嘉陵区下辖的一个乡镇级行政单位。2019年10月，撤销华兴镇和双店乡，将其所属行政区域划归吉安镇管辖。

## 行政区划
吉安镇下辖以下地区：
三溪口社区、白鹤林村、军民桥村、张家坝村、任家村、介顶寺村、秧鸡沟村、灯笼桥村、吉安村、杜家桥村、杜家祠村、七二嘴村和五通庙村，手把岩村、响水村、发达沟村、屈家堰村、堰沟村、李家坝村、围子村、雷家沟村、柏材嘴村、杜家嘴村、土主庙村、罗家场村、佛坝村村和石长沟村，庙坝村、水阁梁村、大嘴村、玉坪寨村、红岩子村、德胜沟村、石塘垭村、红金堂村、纸厂桥村、大磨垭村、五桐庙村、华兴村和石板滩村。